# Desqualificação
Uma desqualificação (abreviado DQ) é um termo usado quando uma luta é interrompida sem o nocaute ou a decisão dos juízes porque, intencionalmente, um ou ambos os competidores têm repetidamente ou flagrantemente cometido faltas contra um oponente ou violado outras regras. O boxeador desqualificado automaticamente perde a luta para o adversário. Se ambos são desqualificados, (denominado desqualificação dupla), o resultado é normalmente declarado no contest, independentemente do round.
A maioria das desqualificações acontecem por repetidas faltas intencionais, como cabeçadas, golpes baixos, mordidas e similares. Normalmente, um árbitro irá primeiro verbalmente avisar os infratores ou direcionar uma dedução de pontos antes de desqualificar um boxeador. No entanto, os competidores podem ser desqualificados sem aviso prévio para conduta particularmente atroz, como chutar um adversário no chão, ou puxar o cabelo. Em segundo lugar, a violação de outras regras por um corner de lutador, tais como o cornermen entrar no ringue ou golpear o adversário podem resultar em desqualificação mesmo que tal comportamento não está estritamente sob o controle do lutador. Um boxeador também pode ser desqualificado se o árbitro considerar que ele não está lutando, ou fugindo excessivamente.